# Fusine
Fusine é uma comuna italiana da região da Lombardia, província de Sondrio, com cerca de 657 habitantes. Estende-se por uma área de 37 km², tendo uma densidade populacional de 18 hab/km². Faz fronteira com Berbenno di Valtellina, Cedrasco, Colorina, Foppolo (BG), Forcola, Postalesio, Tartano.

## Demografia
| Variação demográfica do município entre 1861 e 2011                               |
|                                                                                   |
| Fonte: Istituto Nazionale di Statistica (ISTAT) - Elaboração gráfica da Wikipedia |